# Hans Goltz
Pour les articles homonymes, voir Goltz.
Hans Goltz, né le 11 août 1873 à Elbing (province de Prusse) et mort le 21 octobre 1927 à Baden-Baden (Allemagne), est un marchand d'art allemand qui fut un pionnier du modernisme en art.